# マヤ・ストロ
マヤ・カッサンドラ・ストロ (Maya Kassandra Soetoro-Ng　1970年8月15日 - )は、アメリカ合衆国第44代大統領バラク・オバマの異父妹である。
本名はマヤ・イング(現姓)という姓であり、旧姓のストロは父の姓であり、兄バラクと同じように母とは別姓。

## 生い立ち
マヤはアン・ダナムとロロ・ストロとの間でインドネシアのジャカルタで生まれた。異父兄はケニア人留学生バラク・オバマ・シニア（Barack Obama, Sr.）との間に生まれたバラク・オバマである。マヤは詩人のMaya Angelouから名付けられた 
。後に両親は離婚、父のロロには異母弟のYusuf Aji Soetoro (1981年), 異母妹のRahayu Nurmaida Soetoro (1984年)がいたようである
。後に母アンから徹底的に教育を受けたマヤは1981年から1984年までジャカルタインターナショナル学校に通い 、ハワイに戻りホノルルのプナホウ・スクールに通った。ニューヨークのBarnard Collegeを卒業した。彼女はニューヨーク大学からは第二の言語学科と英語のM.A.学士、ハワイ大学から国際比較教育Ph.D 学士を授与した。

## 職種
マヤは名門女子校のラ・ピエトラ・ハワイスクールの歴史教師であり、またハワイ大学の夜間クラスで教鞭をとっている。母親および、その他の家族に関する児童書「Ladder to the Moon（月へのはしご）」を2011年に出版した。

## バラクの大統領選
2007年5月にストロは兄・バラクの大統領選を手助けすると発表した。さらに彼女は2008年アメリカ合衆国大統領選挙に参加している。

## 人物
ストロはインドネシア人の父とイングランド、アイルランド、チェロキー族の血を引く白人の母との混血児である。彼女の子供たちはさらに中国系の血を引いている。マヤは母語の英語以外にスペイン語とインドネシア語に堪能である。
2003年に中国系カナダ人のコンラッド・イング(中国語: 呉加儒)と結婚。
イングは中国系マレーシア人の移民の両親の元で生まれた。彼はハワイ大学の創造的メディアアカデミーの准教授であり、現在はアメリカ国籍を取得した中国系アメリカ人である。その影響か中国系アメリカ人からの支持があった。2005年には長女Suhaila、2009年には次女Savitaが誕生した。
(バラクとマヤの家族)

## 発言
民主党の大統領候補選挙キャンペーン中にマヤは「オバマはエリート主義」だという批判に反論、「バラクと労働者階級の間に断絶があるという話は、でっち上げです。彼は常に労働者のために、労働者とともに仕事をしてきました。彼は労働者を支援するとともに、労働者からも学ぼうとしているのです」と述べた。